# Erika Nissen

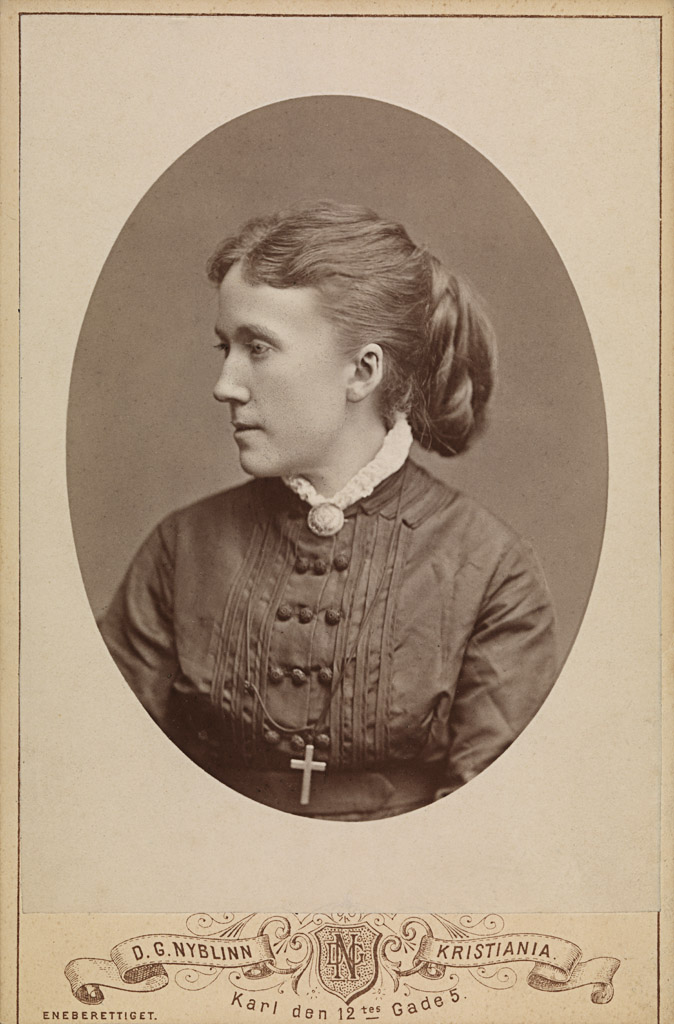
Porträt von Erika Nissen
Foto: Daniel Georg Nyblin / Archiv der norwegischen Nationalbibliothek

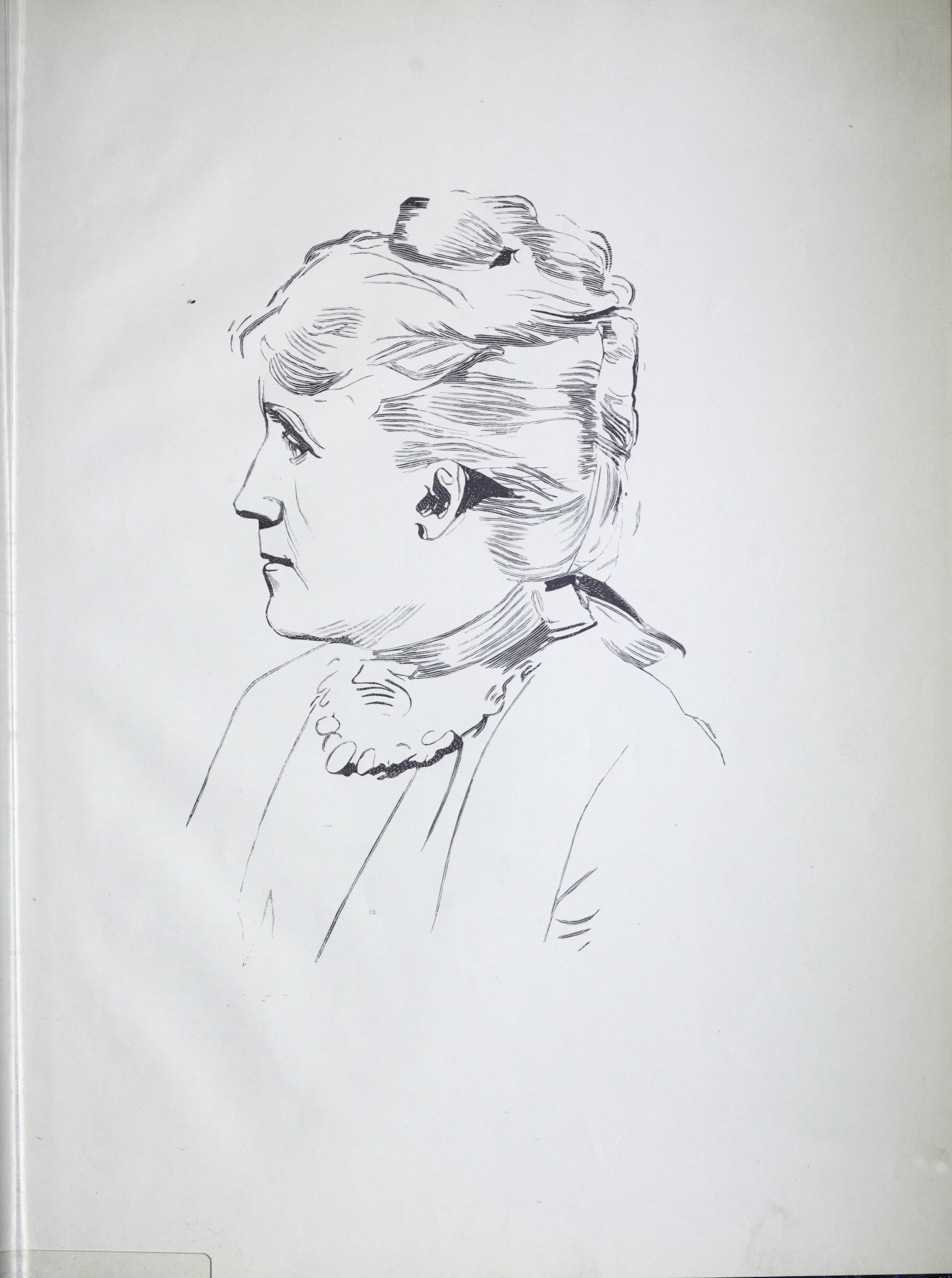
Erika Nissen gezeichnet von Christian Krohg (1895)

Erika Røring Møinichen Lie Nissen (* 17. Januar 1845 in Kongsvinger; † 27. Oktober 1903 in Kristiania) war eine norwegische Pianistin.

## Leben
Zusammen mit ihrer Mitschülerin Agathe Backer Grøndahl wurde Erika Nissen von ihrem Lehrer Halfdan Kjerulf nach Berlin geschickt, um bei Theodor Kullak zu studieren. Sie war an der Schule Kullaks von 1861 bis 1866. In Berlin verlobte sie sich mit ihrem Mitschüler Rikard Nordraak, der bereits als 23-Jähriger 1866 an Tuberkulose starb. Nach ihrem Debüt 1866 lebte sie drei Jahre in Paris (wo sie Jenny Lind entdeckte), danach arbeitete sie als Lehrerin am Konservatorium in Kopenhagen und entdeckte Niels Wilhelm Gade.
Nissen unternahm mehrere Konzert-Tourneen in Norwegen und anderen europäischen Staaten. Sie wurde unter anderem bekannt dafür, norwegische Kompositionen zur Uraufführung zu bringen. Seit 1894 bezog sie staatlichen Künstlerlohn.
Sowohl als Kind wie auch als Erwachsene war Nissen mit vielen Gegenwartskünstlern und Kulturpersönlichkeiten bekannt, zum Beispiel mit Ole Bull, Bjørnstjerne Bjørnson, Halfdan Kjerulf und Edvard Grieg.

## Familie
Erika Nissen war die Tochter von Michael Strøm Lie und Ingeborg Birgitte Møinichen und Großtante des Malers Jonas Lie. Sie hatte vier Geschwister:
- Thomasine Lie, verheiratet mit ihrem Fetter, dem Schriftsteller Jonas Lie
- Ida Lie, sie war eine bekannte Klavierlehrerin,
- Birgitte Lie, verheiratete Soot
- Sverre Lie

Erika Nissen war mit dem Arzt Oscar Nissen von 1874 bis 1895 verheiratet und hatte fünf Kinder mit ihm. Sie war die Mutter der Juristin Erika Lie und des Pianisten und Dirigenten Karl Nissen, mit dem sie oft zusammen musizierte.